# Олександрівка (Донецький район)
Олекса́ндрівка — селище Донецької міської громади Донецького району Донецької області, України.

## Загальні відомості
Розташоване на лівому березі р. Осикова.
До території смт безпосередньо примикають західні околиці Донецька (Петровський район).

## Історія
У часи війни з Німецько-радянської війни, 19 жовтня 1941 року радянські війська з боями відходять з Олександрівки.
Під час війни 2014 року 15 серпня Олександрівка була звільнена українськими військами від проросійських озброєних формувань.
Пізніше українська влада втратила контроль над Олександрівкою.

## Населення

### Мова
Розподіл населення за рідною мовою за даними перепису 2001 року:
| Мова            | Кількість | Відсоток |
| --------------- | --------- | -------- |
| українська      | 3465      | 82.78%   |
| російська       | 712       | 17.01%   |
| вірменська      | 3         | 0.07%    |
| білоруська      | 1         | 0.02%    |
| інші/не вказали | 5         | 0.12%    |
| Усього          | 4186      | 100%     |

За даними перепису 2001 року населення смт становило 4186 осіб, із них 94,22 % зазначили рідною мову українську, 5,54 % — російську, 0,05 % — білоруську, 0,02 % — вірменську, болгарську та молдовську мови.

## Відомі особистості
- Гладчук Олексій Олександрович (нар. 10 березня 1937 року) — педагог-організатор шкільної освіти на Донбасі.